# Irreversible Elektroporation
Bei der irreversiblen Elektroporation (engl. irreversible electroporation, IRE oder NTIRE für non-thermal irreversible electroporation) handelt es sich um ein 2006 von der Food and Drug Administration zugelassenes, minimalinvasives, nicht-thermisches Gewebeablationsverfahren.

## Erläuterung des Verfahrens
Mittels kurz-gepulster, starker elektrischer Felder kommt es zu nanometer-großen Poren in den Phospho-Dilipidschichten, welche die Zellmembran bilden. Zwei Formen der Zellschädigung können dadurch auftreten:
1) Reversible Elektroporation (RE): Bis zu einem gewissen Beschädigungsgrad durch Nano-Poren können Zellen überleben. Man spricht dann von reversibler Elektroporation (RE). Mögliche medizinische Anwendung von RE ist z. B. Applikation von lokal wirkenden zytotoxischen Medikamenten (wie Bleomycin). Siehe Elektrochemotherapie.
2) Irreversible Elektroporation (IRE): Ab einer gewissen Schädigung der Zellmembran durch Nano-Poren sind sowohl gesunde als auch krankhaft veränderte Zellen nicht mehr lebensfähig und sterben durch Apoptose. Zum Vergleich: Alle anderen minimalinvasiven Ablationsverfahren rufen (meist auf thermischen Weg) einen nekrotischen Zelltod hervor.
Besondere Bedeutung wird der IRE in Bezug auf die kurative Behandlung kompliziert lokalisierter Tumoren zugemessen. Obwohl die IRE ein vergleichsweise neues Verfahren ist und randomisierte Multi-Center-Studien, sowie Langzeiterfahrungen fehlen, erlaubt das Verfahren durch seine intrinsische Gewebeselektivität in einigen Bereichen die Behandlung zuvor inoperabler Tumoren, sowie einen besseren Funktionserhalt des jeweiligen Organs, kürzere Heilungszeiten und weniger Schmerzen. Bisher erforschte Einsatzgebiete umfassen die Prostata, Nieren und Leber.
Die kurzen, starken elektrischen Felder werden dabei durch lange, präzise platzierte Nadeln und mit vom Computer gesteuerten Potentialdifferenzen zwischen diesen Nadeln erzeugt.
Das Verfahren hat unter dem Namen NanoKnife durch die Firma AngioDynamics seit 2006 eine 510(k)-FDA-Zulassung zur Ablation von Weichgewebe und seit Dezember 2024 für die Ablation von Prostatagewebe.

## Physikalische Grundlagen
Die mikroskopische Funktionsweise der IRE-Ablation ist nicht abschließend geklärt. Es kommt zu Defekten in der Zellmembran durch Änderung des Transmembran-potentials. Der Erhöhung der Zellmembran-Permeabilität folgt der Verlust der Homeostase und endet mit der Apoptose der Zelle.
Eine molekulare elektrodynamische Simulation von Tarek zeigt bildlich die Porenformation in zwei Schritten:
1) Beim Anlegen des elektrischen Feldes reihen sich Wassermoleküle aneinander und penetrieren das hydrophobische Zentrum der Phosphodilipidmembran.
2) Diese Wasserkanäle nehmen im Durchmesser und an Länge zu und erweitern sich zu Wasser gefüllten Poren, welche sich durch die Lipid-Köpfe stabilisieren.
In einem Artikel von E. W. Lee 2011 wird der Mechanismus näher diskutiert und mittels Aufnahmen vom Rasterelektronenmikroskop die Poren in den Zellwänden gezeigt und quantifiziert.

## Eigenschaften
1) Gewebeselektivität – Erhaltung vitaler Strukturen auch im Behandlungsfeld:

Durch Ablation der Zellen mittels IRE sterben die Zellen einen apoptotischen Zelltod. Strukturen die hauptsächlich aus Proteinen wie Bindegewebe oder Epithelgewebe oder allgemein perizellulären Matrixproteinen bestehen, werden nicht durch die IRE beeinträchtigt. Dadurch bleiben kritische Strukturen, wie beispielsweise Arterien, Venen, Gallengänge oder die Harnröhre, erhalten.
Durch die elektrisch isolierende Myelinschicht um Nerven sind auch Nerven bis zu einem gewissen Grad vor IRE geschützt. Inwieweit durch IRE geschädigte Nerven regenerieren können, ist nicht abschließend erforscht.
2) Scharfe IRE Ränder – Planbarkeit:

Bei der IRE tritt keine oder nur eine sehr schmale Übergangszone zwischen den sich wieder erholenden und den durch Apoptose absterbenden Zellen. Diese Zone ist etwa ein bis zwei Zellreihen breit. Weite Übergangsbereiche, wie sie bei allen thermischen oder strahlenbasierten Methoden auftreten, gibt es nicht. Auch müssen keine Heat-Sink-Effekte berücksichtigt werden (größere Blutgefäße leiten die eingebrachte Wärme schnell ab, so dass keine ausreichende Zellschädigung stattfindet). Dadurch und durch das Multi-Elektroden-Konzept lassen sich in der Regel auch geometrisch komplexe Areale präzise planen.
3) Keine thermischen Schäden – keine Nekrosen:

Durch die im Verhältnis zu den Pulslängen langen Pausen zwischen Pulsen tritt keine Joulesche Erhitzung des Gewebes auf. Durch das Design kommt es zu keinen thermisch bedingten nekrotischen Zellschäden (oder nur sehr lokal an den Nadelspitzen). Entsprechend bleiben die Nekrose-typischen Kurz- und Langzeiteffekte aus.
4) Kurze Behandlungszeit:

Eine IRE Behandlung dauert in der Regel etwa fünf Minuten. Die Platzierung der IRE-Nadeln kann aber durchaus zeitaufwendig sein.
5) Darstellbarkeit des Behandlungsfeldes:

Das Behandlungsvolumen kann sowohl während, kurz nach und länger nach einer Behandlung mittels Ultraschall, MRT oder CT dargestellt werden.
Aktuelle technische Probleme und Einschränkungen der IRE sind:
1) Starke Muskelkontraktionen durch direkte Reizung der motorischen Endplatte.
2) Planung und Durchführung bei inhomogenen Geweben (wie z. B. Lunge) durch Sprünge der relativen Permittivität im Behandlungsfeld.
3) Die Anwendung im Herzen oder im Gehirn ist durch die Sensitivität dieser Organe für elektrische Ströme vermutlich nur sehr eingeschränkt möglich und sinnvoll.

## Durchführung
Eine Anzahl von Sonden in Form von langen Nadeln werden um das Zielvolumen herum platziert. Der Penetrationsort für die Sonden wird dabei anhand anatomischer Gesichtspunkte ausgewählt. Die Bildgebung zur korrekten Platzierung ist essenziell und kann mittels Sonographie, Magnetresonanztomographie oder Computertomographie erfolgen. Die Sonden werden an den IRE-Generator angeschlossen, welcher sequenziell jeweils zwischen zwei Nadeln Potentialdifferenzen aufbaut. Die Geometrie des IRE-Feldes wird in Echtzeit berechnet und kann vom Bediener beeinflusst werden. Je nach Behandlungsfeldgröße und Sondenanzahl dauert die Ablation zwischen einer und zehn Minuten. In der Regel sind Muskelrelaxantien nötig, da es sonst trotz Vollnarkose zu starken Muskelkontraktionen durch direkte Reizung der motorischen Endplatte kommt.
Typische Parameter:
- Anzahl Pulse pro Ablationssequenz: 90
- Pulslänge: 100 μs
- Pause zwischen den Pulsen: 100 bis 1000 ms
- Feldstärke: 1500 Volt/cm
- Stromstärke: ca. 50 A (gewebe- und geometrieabhängig)
- Maximales Ablationsvolumen mit zwei Nadeln: 4 × 3 × 2 cm³

## Anwendungsgebiete und Forschung

### Prostata
Behandlung von Prostatakrebs mittels IRE geht auf Gary Onik und Boris Rubinsky im Jahr 2007 zurück. Oft liegen Prostatakarzinome an kritischen Grenzflächen, welche durch Thermo- oder Strahlentherapien eventuell geschädigt werden würden: beispielsweise Harnröhre, Blase, Rektum, neurovaskuläre Bündel oder Blasensphinkter. Potenziell lassen sich diese kritischen Grenzbereiche mit in das Behandlungsfeld einbeziehen, ohne bleibende Schäden zu hinterlassen. Einsetzen lässt sich die IRE bei Prostataerkrankungen sowohl im Sinne einer fokalen Therapie als auch der kompletten Ablation. Inoperable Rezidive lassen sich in vielen Fällen behandeln. Langzeitstudien bezüglich der Rezidivraten liegen noch nicht vor. Die erste Studie zur Anwendung von IRE bei Prostatakrebs Patienten im fokalen Sinne wurde 2010 von Gary Onik und Boris Rubinsky veröffentlicht. 3d-Mapping-Biopsien nach der Behandlung bei allen 16 Patienten zeigten keine Hinweise mehr auf Krebszellen im Behandlunggebiet. Der Gleason-Score des Patienten reichte von 6 bis 8. Bei allen 16 Patienten blieb die Potenz unverändert. Es traten keine Komplikationen auf. Eine Studie in Bezug auf die ersten klinischen Erfahrungen aus England steht zur Verfügung. Die Ergebnisse sind positiv und vielversprechend, beziehen sich aktuell aber nur auf die Sicherheit des Verfahrens, sodass die Deutsche Gesellschaft für Urologie im Februar 2015 vor verfrühten Hoffnungen bezüglich der Wirksamkeit der IRE warnte. In Deutschland wird IRE an der Prostata seit 2011 von Michael K. Stehling (VITUS Prostata Center Offenbach) durchgeführt und weiterentwickelt. Weitere Kliniken in Deutschland sind am Erproben des NanoKnifes.

### Leber und Nieren
Aufgrund der Eigenschaft von IRE, große Gefäße, Epitheleinheiten und Nerven zu schonen, lassen sich einige ansonsten inoperable Tumoren der Leber, Bauchspeicheldrüse oder Nieren mittels IRE behandeln.
Diverse Studien sind am Laufen. In der Niere zeigten 2012 Wendler und Liehr angiographisch den Erhalt von Nierengefäßen bei einer IRE-Therapie.

### Andere Organe
Robert E. Nwal und Rafael V. Davalos berichteten 2009 über die Anwendbarkeit der IRE bei Brustkrebs und anderen heterogenen Systemen.

## Geschichte und Entwicklung
Erste Beobachtungen von IRE gehen zurück auf das Jahr 1898.
Die moderne wissenschaftliche Anwendbarkeit der IRE als Ablationsmethode leitete sich jedoch sehr viel später aus der Entwicklung von Elektrochemo- und Elektrogentherapie ab.
Bei diesen Therapiemethoden war reversible Elektroporation (RE) stets das Ziel und IRE ein unerwünschter Effekt. Die erste Analyse eines potentiellen klinischen Nutzen von IRE wurde von Davalos et al. im Jahr 2005 erstellt.
Aufgrund der besonderen Eigenschaften der IRE wird sie derzeit in vielen medizinischen Zentren weltweit intensiv erforscht.
Zukünftige Forschung und Entwicklung sollte die Einsatzgebiete von IRE erweitern und verfeinern. Ziel in den nächsten Jahren wird es sein festzustellen, in welchen Fällen IRE eine überlegene Behandlungsmöglichkeit darstellt und wo Probleme auftreten. Langzeitdaten in allen Anwendungsbereichen stehen aus. Mit High Frequency Irreversible Electroporation (H-FIRE) lässt sich in Zukunft eventuell das anwendungsrelevante Problem der starken Muskelkontraktion unter Kontrolle bringen.